# ニジェール

ニジェール共和国
Jamhuriyar Nijar（ハウサ語）
République du Niger（フランス語）

国の標語：Fraternité, Travail, Progrès
（フランス語：友愛、労働、進歩）
国歌：L'Honneur de la Patrie（フランス語）
祖国の栄誉

ニジェール共和国（ニジェールきょうわこく、ハウサ語: Jamhuriyar Nijar、フランス語: République du Niger）、通称ニジェールは、サハラ砂漠南縁のサヘル地帯のうち、西アフリカに位置する共和制国家。首都はニアメである。内陸国であり、北西から反時計回りでアルジェリア、マリ、ブルキナファソ、ベナン、ナイジェリア、チャド、リビアと隣接する。

## 国名
正式名称はハウサ語で、Jamhuriyar Nijar（ジャムフリヤル・ニジャル）。フランス語で、République du Niger（レピュブリク・デュ・ニジェール）。通称、Niger。公式の英語表記は、Republic of Niger（リパブリク・オヴ・ナイジャもしくはニージェア）。通称、Niger。日本語の表記は、ニジェール共和国。通称、ニジェール。
国名は、国内を流れるニジェール川に由来する。ニジェール川の語源は、遊牧民のトゥアレグ族がニジェール川を、「川」を意味するニエジーレン（n'egiren）もしくはエジーレン（egiren）と呼んでいたことによる。これがフランス人に伝えられ、ラテン語で「黒」を意味するニジェール（niger）へと転訛した。
フランス領西アフリカの一部であったニジェール（Niger）と、イギリス保護領ナイジェリアから独立したナイジェリア（Nigeria）の2か国は本来、同じ地域を指しているが、旧宗主国を異にする両地域が別々に独立した際、似た国名ながら別々の国になった。

## 歴史

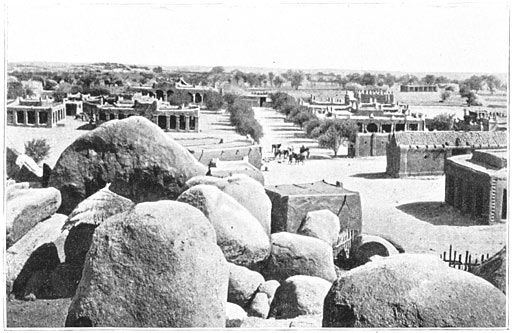
フランス要塞から写した旧首都ザンデール（1906年）

### 植民地化以前
9世紀ごろ、ニジェール川流域に現在のマリ東部のガオを首都とするソンガイ帝国が興り、ニジェール川流域地方を支配した。ソンガイは早くから北アフリカとのサハラ交易で結ばれ、イスラム化が進んでいた。東部のチャド湖周辺はカネム王国が支配していた。ソンガイ帝国は14世紀にはマリ帝国の属国となったものの14世紀後半には再独立し、15世紀には最盛期を迎えた。このころにはソンガイの勢力圏は中部にまで及んでいたが、16世紀末には帝国がモロッコのサアド朝に敗れたためこの支配は崩壊した。東部はカネム王国が南遷したボルヌ帝国の支配下にあった。19世紀にはダマガラム（現ザンデール）に小王朝があり、その他いくつかの小勢力が割拠していたが、ニジェール全体を支配する勢力は存在しなかった。

### フランス植民地時代
19世紀末にはイギリスとフランスが進出し、1898年の英仏協定に基づきフランスが第二次世界大戦後までに全土を領有した（アフリカ分割）。フランスはジェルマ人を優遇し、最大民族のハウサ人などを支配させる政策を採った。1900年にはen:Sultanate of Agadez（1449年-1900年）も併合された。1916年、トゥアレグ族の貴族Kaocen Ag Mohammedがアガデスで蜂起した（en:Kaocen Revolt）。翌年、反乱はフランス軍に鎮圧された。1922年にフランス領西アフリカの一部であるニジェール植民地に再編された。1926年、ハウサ人が多数派のザンデールからジェルマ人が多いニアメに行政機能が移され、遷都した。

### 独立・ディオリ政権
1958年には自治国となり、自治政府首相にはニジェール進歩党党首のアマニ・ディオリが就任した。ディオリは1959年、政敵であるサワバ党のジボ・バカリを追放し、サワバ党の活動を禁止した。1960年8月3日に共和国として独立し、初代のニジェールの大統領にはディオリが就いた。ディオリは建国後すぐに他の政党を禁止して一党制を敷くとともに、親仏的立場を採りながらアフリカの有力政治家として外交で活躍したものの内政は停滞を続け、1970年代の大旱魃によって国内情勢は不安定化した。

### 軍政期（最高軍事評議会）
1974年4月、陸軍のセイニ・クンチェ参謀長がクーデターによって軍事政権である「最高軍事評議会」を樹立し、同評議会の議長に就任した。憲法は停止され、議会・政党活動も中止された。クンチェ政権のもとでは北部のアーリットでウランの生産が開始され、また旱魃が収まったため1980年ごろまで経済は成長を続けたが、その後はまた旱魃が起き、ウラン価格の低迷もあって経済は再び停滞した。1987年11月にはクンチェ参謀長が死亡し、アリー・セブが後継者となった。

### セブ政権
そのセブは1989年に社会発展国民運動を結成して民政移管を目指し、同年9月の国民投票で新憲法が承認され、12月の選挙でアリー・セブが大統領に選出されて形式的に民政移管したものの、非民主的な体制はそのままだった。1990年、中央政府の資源独占に不満を持つトゥアレグ族とトゥーブゥー族の反政府勢力との間でトゥアレグ抵抗運動が勃発した。

### ウスマン政権
1991年になると民主化運動が激しくなり、セブ政権は民主化にとりかかった。1992年12月に新憲法が国民投票で承認されて複数政党制が認められ、1993年2月の議会選で6党の連合体「変革勢力同盟」が、軍事政権時代の与党「社会発展国民運動（MNSD）」に勝利した。3月の大統領選挙では民主社会会議（CDS）のマハマヌ・ウスマン党首が当選。4月にマハマドゥ・イスフがニジェールの首相に就任した。
1995年1月の総選挙ではMNSDなどの野党連合が勝利し、2月にハマ・アマドゥMNSD書記長が首相に就任。4月、自治を求めるトゥアレグ族およびトゥーブゥー族反政府勢力と和平合意した。

### 軍政期（救国委員会）
1996年1月、軍のクーデターでイブライム・バレ・マイナサラ陸軍参謀長を議長とする「救国委員会」が軍事政権を樹立。

### マイナサラ政権
7月の大統領選挙でマイナサラ議長がウスマン前大統領を破り当選。12月マイナサラ大統領は救国委員会を解散、アマドゥ・シセ前経済相を首相に任命したが、1997年11月には野党との対立やストライキ問題を解決できないとして解任し、イブライム・ハッサン・マヤキ外相を新たな首相とした。

### 軍政期（国家和解評議会）
1999年4月、再び軍がクーデターを起こし、大統領警護隊がニアメの空港でマイナサラ大統領を銃殺した。そして警護隊隊長のダオダ・マラム・ワンケ少佐を議長とする軍事政権「国家和解評議会」が実権を掌握。議会を解散し、憲法を停止した。軍事政権による憲法草案の是非を問う国民投票が7月に行われ、約90％の支持で承認された。新憲法は大統領と首相の権力分担を規定した。

### ママドゥ政権

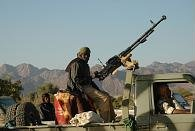
トゥアレグ抵抗運動 (2007年-2009年)

10月の大統領選挙で軍の元幹部で MNSD党員のタンジャ・ママドゥが当選した。ママドゥ大統領は12月、MNSD書記長のハマ・アマドゥ元首相を首相に任命した。
2000年3月、マハマドゥ・イスフ元首相が率いるニジェール民主社会主義党（PNDS）を中心とした野党勢力が「民主勢力連合」（CFD）を結成。6月 MNSD など大統領支持勢力が議会多数派の「民主勢力同盟（AFD）」を結成した。2001年2月、大学への政府補助金を50%以上削減に抗議した学生が各地でデモ、警官隊と衝突。政府はアブドゥ・ムムニ大学（旧ニアメ大学）を閉鎖。4月、マイナサラ大統領銃殺事件の捜査を求める支持者ら数千人が首都でデモを行う。2002年7月、賃金や待遇に抗議した軍兵士が南東部のディファで反乱を起こし、ラジオ局を占拠。政府は同月のうちに、ディファに非常事態宣言を発令した。反乱は8月にはニアメにも拡大したが、政府軍が鎮圧。200人以上の兵士が逮捕された。
ニジェール川のレテ島の帰属問題をめぐり、ベナンと国境紛争を抱える。2000年5月、島に建設中のベナン政府施設をニジェール軍が破壊。6月に双方が会談したが決裂し、アフリカ統一機構（OAU、現アフリカ連合）などに仲裁を要請し、2001年6月、両国は結論を国際司法裁判所（ICJ）の判断に委ねることで合意した。
2004年末の大雨でサバクトビバッタが発生した結果（「サバクトビバッタの大量発生（2003年 - 2005年）」、「2003-2005年の蝗害」）、マラディ、タウア、ティラベリ、ザンデールで食糧危機が起こった（サヘル旱魃を参照）。2007年にはトゥアレグ抵抗運動 が再燃した。
ママドゥ大統領は2009年8月4日に新憲法制定に関する国民投票を行うと表明した。憲法裁判所は違法な決定と判断したが、ママドゥは憲法裁判所を解散させ、投票を強行する構えを見せた(en)。この国民投票は予定通り実施され、新憲法は採択された。これにより、2012年の新憲法施行までの3年間、ママドゥが現行憲法のもとで引き続き政権を率いることになり、更に現行憲法に存在した3選禁止規定が新憲法では削除されたことで、2012年以降もママドゥが大統領職に留まり続ける可能性が出てきた。

### 軍政期（民主主義復興最高評議会）
2010年2月、ママドゥ大統領が3期目を目指し任期延長を強行しようとしたことから、国内の緊張が悪化。2月18日、再び軍がクーデターを起こし、軍が大統領と閣僚を拘束。国軍高官が「民主主義復興最高評議会（Supreme Council for the Restoration of Democracy、CSRD）」による軍事政権の樹立を宣言し、憲法の停止と政府の解散の宣言、国境の閉鎖、夜間外出禁止令といった措置を採った。このクーデターに対し国際社会は批判を強めたが、一方で数千人の市民が軍の兵舎の周囲に集まり「軍万歳」などと叫びながら軍事政権への支持を示すなど国民はクーデターを歓迎。サル・ジボが暫定国家元首に就任した。その後、軍事政権が採択した新憲法案が2010年11月の国民投票で可決され、ママドゥの企図した大統領権限を強化する新憲法は葬り去られた。

### イスフ政権
2011年4月7日、選挙による新大統領にニジェール民主社会主義党のマハマドゥ・イスフが選ばれた。なお、イスフ大統領は2016年の選挙で再選された。

### バズム政権
イスフの任期満了に伴う総選挙が2020年12月27日に実施されるも、候補の中で過半数を獲得した者がいなかったため2021年2月21日にモハメド・バズムとマハマヌ・ウスマンの決選投票が実施された。結果はバズムが55パーセントの票を獲得し当選した。敗北したウスマン陣営は、選挙結果の不正を主張しデモ活動を実施した。3月31日には一部の軍人によるクーデター未遂が起きた。背景には選挙への不信感や、3月21日にタウア州ティリアで発生したイスラム系過激派組織ISILによる虐殺事件といったテロへの不安が挙げられる。
2021年4月2日、バズム大統領の就任式が執り行われた。民主的な選挙で選出された文民同士の政権交代はニジェールの歴史上初めてだった。バズム大統領は翌日に新たな首相を指名し、新政権が発足した。

### 2023年ニジェールクーデター
2023年7月26日にバズム大統領が大統領警護官により身柄を拘束され、アマドゥ・アブドラマン大佐ら兵士が国営テレビにてバズム政権の崩壊を宣言した（2023年ニジェールクーデター）。ハッソウミ・マスドゥ外相は自身が大統領代行であると宣言し、「全ての国民に対し、この国に危険を及ぼす軍部を打ち負かすように」と訴えた。バズム大統領を拘束した大統領警護隊は「祖国防衛国民評議会」と名乗っている。暫定元首である祖国防衛国民評議会議長にアブドゥラハマネ・チアニが選出された。
チアニが組織した軍事政権はアメリカ合衆国との軍事協定を破棄し、親ロシア路線を標榜。2024年4月にはロシア製の兵器とロシア人軍事教官がニジェールに入った。ニジェールには、サヘル地帯のイスラム過激派を監視する対テロ作戦ためMQ-9 リーパー無人航空機などを装備したアメリカ軍（米軍）が駐留していたが、2024年5月15日～19日にニアメで開いた両国協議により、米軍を2024年9月15日までに撤退させることを盛り込んだ共同声明を、アメリカ合衆国国防総省とニジェール国防省が5月19日に発表した。

## 政治

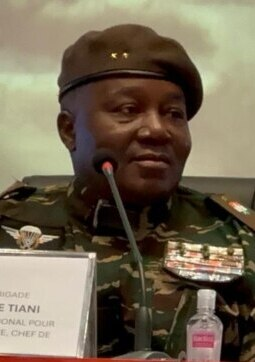
アブドゥラハマネ・チアニ大統領

ニジェールは共和制・大統領制をとる立憲国家で、現行憲法は2010年11月25日に公布されたものである。ただし2023年クーデターを引き起こした軍事政権が2023年7月28日に憲法停止を宣言し、2025年3月には軍事政権により憲法に変わる新たな憲章のもとで、5年間を上限とした移行政権が発足した。

### 元首
国家元首である大統領は国民の直接選挙により選出され、任期は5年。2010年憲法により3選は禁止されている。

### 行政
首相および閣僚は大統領により任命される。

### 立法
立法府は一院制で、正式名称は「国民議会」。定数は113議席で、議員は国民の直接選挙により選出される。113議席のうち105議席は民族や地域に関係なく政党名簿比例代表制度により、残り8議席は小選挙区制により少数民族から選出される。議員の任期は5年である。5％以上の投票が得られない政党には議席は配分されない。
ニジェールは複数政党制であり、2011年以降の与党は左派のニジェール民主社会主義党である。他に野党として中道右派の社会発展国民運動（MNSD）や中道の民主社会会議（CDS）などがある。ただし、2025年3月の移行政権発足時に政党は全て解散を命じられている。

## 国際関係

### 日本との関係
- 在留日本人数：10人（2022年11月時点）[9]
- 在日ニジェール人数：25人（2022年12月時点）[9]

## 軍事
選抜徴兵制で、兵役は2年。陸軍33,000人、空軍100人、憲兵隊7,000人、共和国警備隊9,000人、国家警察隊8,500人。2022年の国防予算は2.44億ドル。

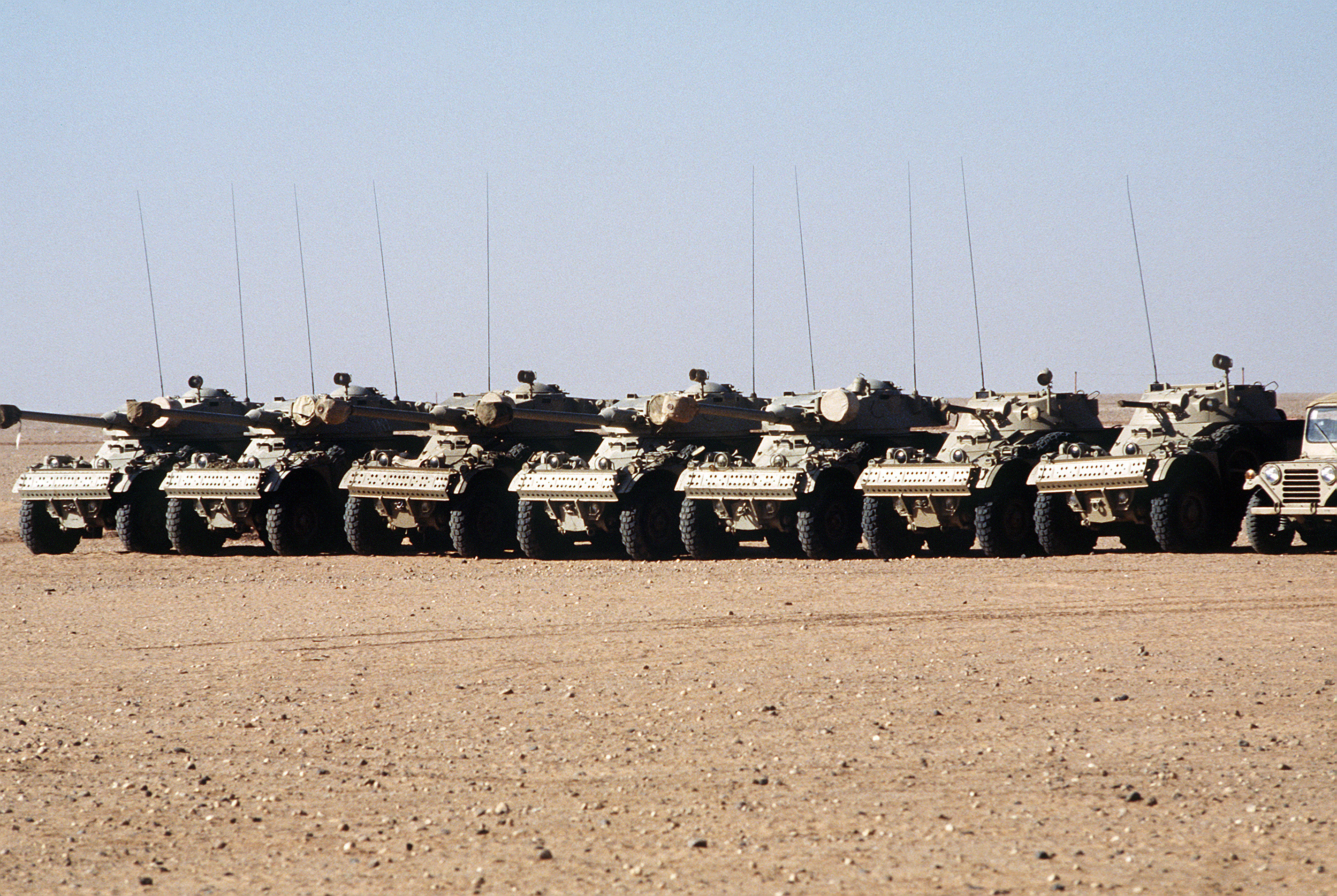
湾岸戦争でのニジェール軍のAML装甲車部隊

かつては湾岸戦争に参戦した事もあり、当時ニジェール軍は多国籍軍の一員として500人の兵士を派遣した。また当時の大統領アリー・セブは湾岸派遣軍の前線を訪問しており、これは湾岸戦争に参戦したアフリカ諸国の指導者の中では唯一の事であった。
フランスとの軍事協定を1977年から2020年にかけて5つ結んでおり、アルカーイダやISIL（イスラム国）と関連のある勢力に対抗するため1000～1500人規模のフランス軍部隊が駐留している。しかしクーデターを引き起こし政権を掌握した軍事政権が2023年8月3日に対仏軍事協定を破棄した。同年9月24日、フランスのエマニュエル・マクロン大統領は年内に駐留軍を撤退させると表明した。

## 地理

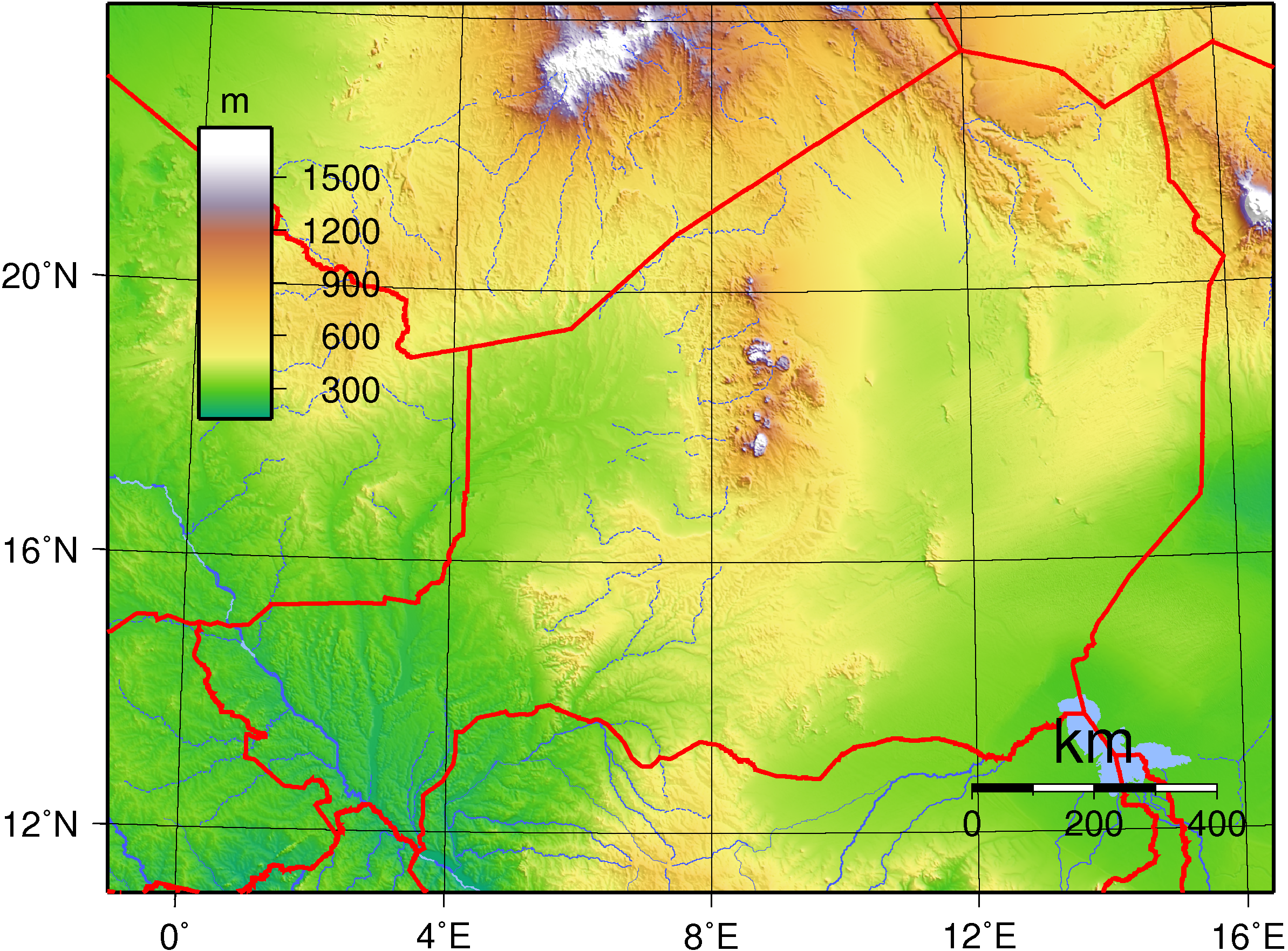
地形図

ニジェールのケッペン気候区分。赤が砂漠気候、オレンジがステップ気候であり、全域が乾燥帯に属する。

ニジェールの気候は北部に行くほど乾燥しており、北部・中部を中心に国土の5分の4をサハラ砂漠が占めている。南部は全域がサヘル地帯に属しており、ステップ気候（BSh、砂漠気候からサバナ気候への移行部）を示す。サヘル北部は降水量が150 mmから300 mmほどであり、農耕は不可能だがわずかに育つ草を利用して遊牧が行われている。サヘル中部は降水量が300 mmから600 mmほどとなり、雨を利用する天水農業が主力となり、牧畜も行われている。この気候帯は全国土の10 %ほどを占め、首都のニアメやザンデールなどの主要都市が点在し、ニジェールの人口の多くがこの地域に居住する。南下するほど降水量は増加していき、ベナン国境に近い国土の最南部は全国土の1％ほどにすぎないが降水量が600 mmから750 mmほどとなって最も農業に適している。雨季は南に行くほど長くなるが、おおよそ6月〜9月が雨季に当たり多湿となる。2月にはサハラ砂漠から非常に乾燥した季節風ハルマッタンが吹き込むため気温が下がり、または砂塵がひどくなる。
地形は基本的に南に向かうほど標高が低くなるが、国土中央のアイル山地および北端のリビア国境の山地を除いてはおおむね平坦な地形である。最高地点はアイル山地のイドゥカル・ン・タジェ山 (別称バグザン山、標高2022 m) で、最低地点はニジェール川の標高200 mである。
ニジェールは乾燥地帯に位置し、年間を通じて流水があるのは国土南西部を流れるニジェール川のみである。なお、南東端はチャド湖に面していて、このほかにも雨季になると各所に湖沼や季節河川が出現し、貴重な水資源となっている。

## 地方行政区分

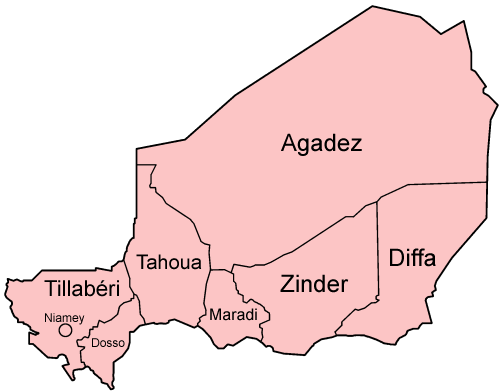
ニジェールの地方行政区分

ニジェールは7つの州 (région) と1つの首都特別区 (capital district) から構成されている。
- ニアメ首都特別区 (Niamey capital district)
- アガデス州 (Agadez)
- ディファ州 (Diffa)
- ドッソ州 (Dosso)
- マラディ州 (Maradi)
- タウア州 (Tahoua)
- ティラベリ州 (Tillabéri)
- ザンデール州 (Zinder)

### 主要都市
ニジェールの最大都市は国土の南西部、ニジェール川沿いに位置する首都のニアメである。人口は国土の南部に偏在しており、マラディやザンデールといった都市が点在するが国土の中部・北部は砂漠地帯であり、オアシス都市で古くからのサハラ交易の要衝であるアガデスと、ウラン鉱開発の拠点として急速に都市化したアーリットを除き都市らしい都市は存在しない。

## 経済

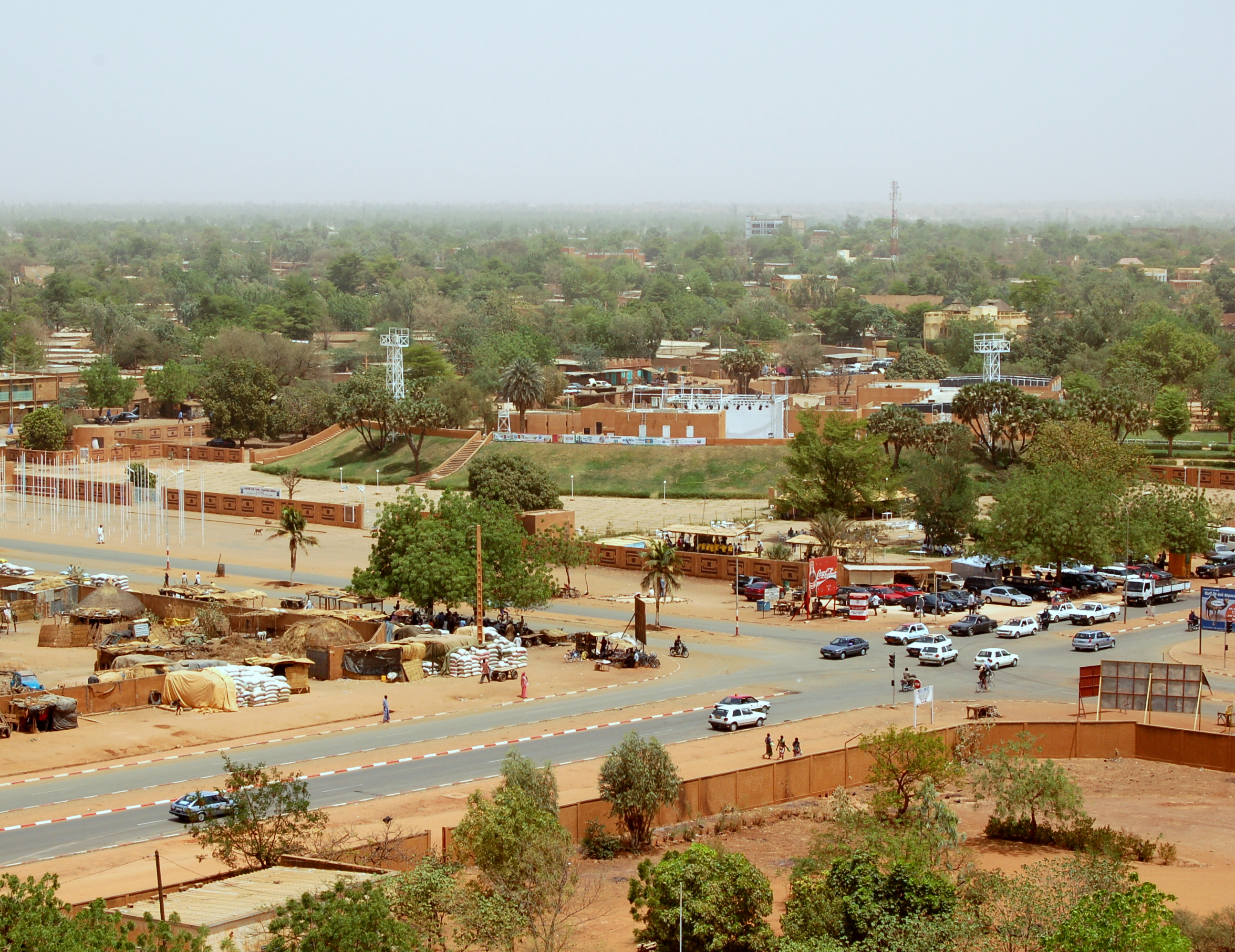
首都ニアメ

農業、畜産業、鉱業が主産業。国民総所得は161億ドル(2022年） 、(1人当たり600ドル、2023年)で、後発開発途上国の一つでもある。周辺の8か国とともに西アフリカ諸国中央銀行を中央銀行としており、通貨はCFAフランである。

### 農牧業
第1次産業人口は56.9 %（2005年）を占めるが、農業は自給農業が中心で、南部に限られる。降雨量は少ないが灌漑も発達しておらず、水源も乏しいため、ほとんどは天水農業である。そのため、降雨量に収量は大きく左右されるがサヘル地域は雨量が不安定であり降水量の年較差が激しいため、しばしば旱魃が起こる。サハラ砂漠の拡大（砂漠化）を食い止めるための緑化が、国外からの支援を得て試みられている。
ニジェールの主な作物は、雨量の多いサヘル南部ではモロコシ、より乾燥したサヘル中部ではトウジンビエ（パールミレット）が栽培される。1980年代以降、特にモロコシにおいて単収の減少が目立ち、1980年の1ヘクタール当たり479㎏から、2001年には1ヘクタール当たり255㎏と、ほぼ半減している。これは人口増加により旧来の土地休閑が不可能になり、土地が酷使されるようになったためである。これに対し総生産量は増加しているが、これは耕作面積が3倍近く増加しているため、単収の減少を耕地の増加で補っているためである。トウジンビエにおいては旧来の土地休閑が可能であったため、単収減少は起こっていない。モロコシとトウジンビエは平年は自給が可能であるが、旱魃が起こった場合供給が不足する。このほか、南部のニジェール川流域において米の栽培が行われており、特にティラベリ州において集約的に栽培されるが、国内需要が大きく伸びているため自給ができず、多くを輸入に頼る状況となっている。
輸出用作物としては植民地時代に落花生の栽培が奨励され、1960年代初期には総輸出額の80 %が落花生およびピーナッツオイルによって占められていたが、1970年代には既に割合はかなり小さくなっており、それ以降は輸出額はごくわずかなものにとどまっている。農作物のなかで輸出額が多いのはタマネギやササゲであるが、いずれも総輸出額に占める割合は非常に少ない。ササゲの輸出の大半はナイジェリア向けであり、タマネギの輸出先も近隣諸国がほとんどである。
牧畜は農業よりは盛んであり、ウシやヒツジ、ヤギ、ラクダが主に飼育される。南部のフラニ人はウシを主に飼育し、北部のトゥアレグ人はラクダやヤギを中心に飼育を行っているほか、各地の農耕民も牧畜を行っている。家畜輸出は農業輸出よりも大きく、ウシ・ヒツジ・ヤギが主に輸出される。内水漁業の規模は2005年で年間漁獲高5万t前後であり、そのうちの約4万5000トン、90％近くをチャド湖での漁獲が占めており、ニジェール川が3700トン前後、他の水域での漁獲はわずかなものにとどまっている。

### 鉱業

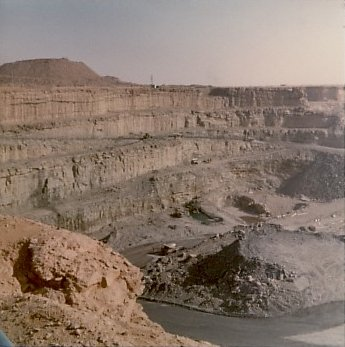
アーリット・ウラン鉱山

独立時は上記のわずかな農牧業に頼っていたが、1971年に北部のアーリットでウラン鉱の生産が開始され、以後ウランの輸出が経済の柱となった。2019年時点のウランの資源量は世界第7位、生産量は世界第6位を誇っている。ニジェールのウラン鉱山はアーリット鉱山とアクータ鉱山の2つの鉱山からなり、アーリット鉱山はフランス原子力庁（のちにアレヴァ社）とニジェール政府が、アクータ鉱山はニジェール政府とフランス原子力庁、日本の海外ウラン資源開発社、スペイン企業がそれぞれ出資している。
ウラン関連産業は全雇用の約20％を占める。2014年にはウランが総輸出額の45.6％を占め、ニジェール最大の輸出品となっているが、あまりにウランの経済に占める割合が高いため、ウランの市場価格の上下がそのまま経済に直撃する構造となっており、経済成長率はウラン価格の動静に左右されている。
一方、東部では油田が発見され、2014年には石油製品が総輸出額の25.9 %を占めて第2位の輸出品となった。またブルキナファソの国境に近いリプタコ地方においては金が産出され、これも輸出される。

### その他
ニジェールは、1997年の旱魃で国民の4分の1が飢餓の危機に陥った。さらにウラン価格の低下、度重なる政情不安による海外援助の途絶により、1999年末には国家経済が事実上の破産状態に陥った。しかし、2000年12月に国際通貨基金（IMF）などは貧困削減対策としてニジェール政府が背負う8億9,000万ドルの債務免除を発表し、7,600万ドルの融資を決定するなど明るい兆しも見えてきている。

## 交通
ニジェールの交通の主力は道路交通であるが、それほど整備が進んでいるわけではない。最も重要な道路は首都のニアメから国土の南端ガヤへ向かう道路で、ここからベナンに入りベナン中部のパラクーから鉄道でコトヌー港へと向かうのがニジェールの主な輸出ルートである。またマリ国境のからニアメ、ドッソ、マラディ、ザンデール、ディファといった主要都市を通ってチャド湖沿岸のンギグミまで、ニジェールの人口稠密地帯を結ぶ全線舗装の幹線道路が走っている。このほか、ザンデールからアガデス・アーリットを通ってアルジェリア国境のアッサマッカへと向かうサハラ縦断道路が存在するが、舗装はザンデールからアーリット間のみにとどまっている。ニジェール川には、ニアメ市のケネディ橋やガヤ市の橋など、数本の橋が架けられている。
ニジェールには、ニアメのディオリ・アマニ国際空港をはじめとしていくつかの空港が存在するが、国際便がニアメに発着するのみで1980年代以降国内線はわずかなチャーター便を除きほとんど運行していない。このため、国内輸送において航空輸送はほとんど意味を持っていない。
ニジェール国内に鉄道は存在しない。植民地時代にはコートジボワールのアビジャンからオートボルタの首都ワガドゥグーを通ってニアメまでの鉄道が計画されていたものの、1954年にワガドゥグーに到達したところで工事は中断し、やがて独立とともに計画は立ち消えとなってアビジャン・ニジェール鉄道の名にその痕跡を残すのみとなっている。これに代わってダオメー（現ベナン）経由の鉄道計画が浮上し、1959年にはベナン・ニジェール鉄道輸送共同体が設立されてダオメー国内の鉄道にニジェールが参画することとなった。1970年代にはパラクーからニアメへの鉄道延伸が決定されたが、資金不足で工事は中止された。

## 国民

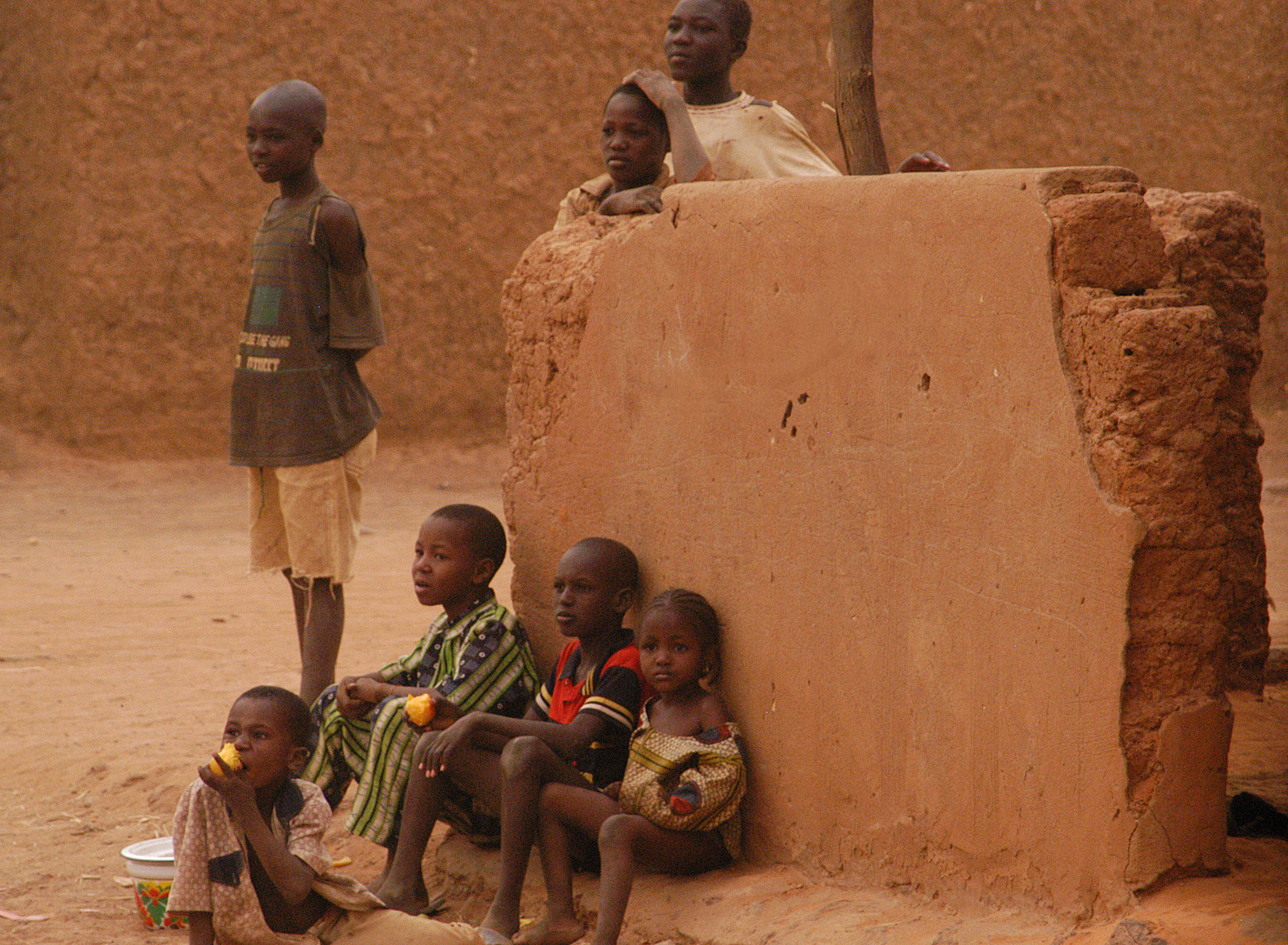
ニジェールの子供たち

2016年の人口は2067万2987人。国連による統計では2015年〜2020年の人口増加率は3.81と世界3位。世界銀行によると、ニジェールの出生率は2016年には7.2となり世界一となっていることから人口爆発を引き起こし、2020年に2332万人、2050年に6120万人、2070年に1億0122万人、2100年には1億2403万人にまで増加すると予測されている。

### 民族
ニジェールの最大民族はハウサ族であり、2001年には人口の55.4％を占めていた。ハウサ人は主に南部のナイジェリア国境沿いに居住し、ザンデールやマラディなどが居住域の主な都市である。次の大きな民族グループは南西部に居住するジェルマ-ソンガイ族であり、人口の21％（2001年）を占めている。ジェルマ・ソンガイは首都ニアメの多数派民族であり、ニジェール川沿いを主な居住域としている。これに次ぐのは北部の砂漠地方を中心に居住する遊牧民トゥアレグ族であり、全人口の9.3 %（2001年）を占める。第4位の民族はフラニ族であり、人口の8.5％（2001年）を占める。フラニ人も遊牧民であるが、北部に多いトゥアレグ人とは異なり、北端を除き全国に満遍なく分布する。このほか、南東部に多いカヌリ族や、同じく南東部のディファ市周辺に多いディファ・アラブ族、トゥーブゥー族、グルマ族などの民族が居住する。

### 言語
かつてはフランス語が公用語であったが、2025年にアブドゥラハマネ・チアニ大統領がハウサ語を国語とし、フランス語を作業言語とする声明を発表したため、ハウサ語がフランス語に代わって、事実上の公用語となった。
日常においては公用語のハウサ語に加え、ジェルマ語、フラニ語などの各民族語が主に話されている。

### 宗教
イスラム教が90％を占め、中でもスンニ派が全人口の85％を占めている（2005年）。他にアニミズム、キリスト教も信仰されている。

### 教育
ニジェールの教育制度は小学校6年、中学校4年、高校3年、大学3年であり、小学校と中学校の10年間が義務教育となっている。ただし飛び級制度および落第制度があり、またそれ以外でも学校教育からドロップアウトする者も多いため、入学者に比べ卒業者は少なくなっている。識字率は19.1％ （2015年）にすぎない。
国内の大学は、1971年に設立された総合大学アブドゥ・ムムニ大学（旧ニアメ大学）やイスラム大学であるサイ・イスラム大学が存在する。

### 保健
同国は慢性的な資源不足と人口に比べて医療提供者が少数である現状に苦しんでおり、今も事態が解決へ向かっていない。

## 治安
イスラム過激派組織によるテロ・誘拐事件が多発しており、外国人も被害に遭っていることが報告されている。

## マスコミ
国営ラジオとしてサヘルの声が放送されている。

## 文化

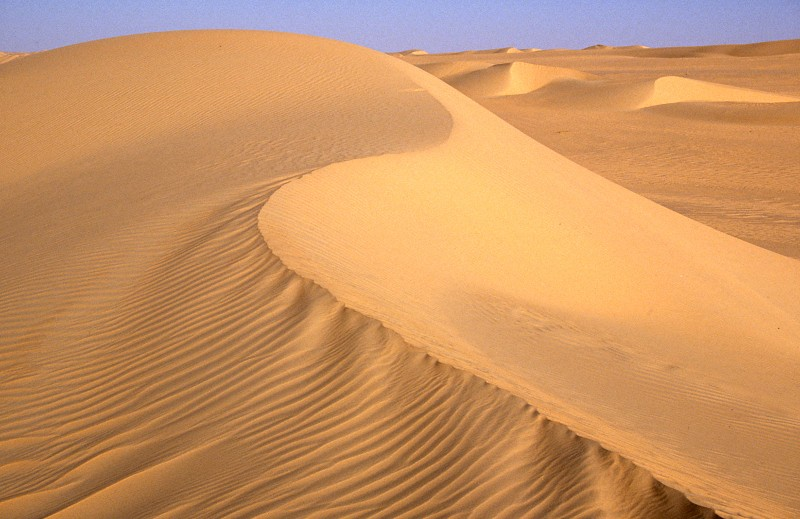
世界遺産アイル・テネレ自然保護区

### 食文化
主食にはキビ、米、キャッサバ、ソルガム、トウモロコシ、豆などを用いている。
料理に様々なスパイスが使用されることが特徴でもある。

### 世界遺産
ニジェール国内には、文化遺産が1件（アガデス歴史地区）及び自然遺産が2件（アイル・テネレ自然保護区、W国立公園）の3つの世界遺産が存在する。アガデスはサハラ交易で栄えたオアシス都市であり、その古い町並みが世界遺産に指定された。アイル・テネレ自然保護区は国土中央部の山地及び砂漠地帯である。W国立公園は国土の南端に位置し、ニジェール、ブルキナファソ、ベナンにまたがるニジェール川の流域で自然がよく残され、多くの動物が生息している。

### 祝祭日
| 日付     | 日本語表記     | 現地語表記             | 備考 |
| -------- | -------------- | ---------------------- | ---- |
| 1月1日   | 元日           | Jour de l'An           |      |
| 4月24日  | コンコードの日 |                        |      |
| 5月1日   | メーデー       |                        |      |
| 8月3日   | 独立記念日     | Fête de l'Indépendance |      |
| 12月18日 | 共和国の日     | Jour de la République  |      |
| 12月25日 | クリスマス     | Noël                   |      |

### スポーツ
ニジェール国内でも、他のアフリカ諸国同様にサッカーが圧倒的に1番人気のスポーツとなっている。1966年にサッカーリーグのニジェール・スーパーリーグが創設された。ニジェールサッカー協会によって構成されるサッカーニジェール代表は、FIFAワールドカップには未出場である。アフリカネイションズカップには、2012年大会で初出場し続く2013年大会にも出場したものの、両大会ともグループリーグ敗退に終わった。